# روپرت ویکتور اوپناور
روپرت ویکتور اوپناور(به آلمانی: Rupert Viktor Oppenauer) (زاده ۳ فوریه ۱۹۱۰ در بورگستال، تیرول جنوبی، درگذشت ۱۹۶۹) شیمیدان اتریشی بود. او در سال ۱۹۳۴ دکترای خود را از مؤسسه فناوری فدرال زوریخ دریافت کرد. اکسایش اوپناور در شیمی آلی که طی آن الکل‌های نوع دوم به کتون‌ها تبدیل می‌شوند توسط وی کشف و نامگذاری شد.